# Wahlkreis Nr. 1 (Senat der Republik Polen)
Der Wahlkreis Nr. 1 (polnisch Okręg wyborczy nr 1) ist ein seit 2011 bestehender Wahlkreis für die Wahl des Senats der Republik Polen und wurde auf Grundlage des Kodeks wyborczy vom 5. Januar 2011 (Dz.U. 2011 nr 21 poz. 112) errichtet. Das Gebiet des Wahlkreises Nr. 1 war bis dahin ein Teil des Wahlkreises Nr. 1. Die erste Wahl, die im Wahlkreis stattfand, war die Parlamentswahl am 9. Oktober 2011.
Der Wahlkreis umfasst nach dem Anlage Nr. 2 (Załącznik nr 2) des Kodeks wyborczy in der letzten Bekanntmachung vom 22. Februar 2019 (Dz.U. 2019 poz. 684) die Powiate Bolesławiecki, Lubański, Lwówecki und Zgorzelecki der Woiwodschaft Niederschlesien (Województwo dolnośląskie).
Der Sitz der Wahlkreiskommission ist Legnica

## Wahlkreisvertreter
| WP    | Wahl | Senator | Senator             | Wahlkomitee                 |
| ----- | ---- | ------- | ------------------- | --------------------------- |
| VIII. | 2011 |         | Jan Michalski       | KW Platforma Obywatelska RP |
| IX.   | 2015 |         | Rafał Józef Ślusarz | KW Prawo i Sprawiedliwość   |

## Wahlergebnisse

### Parlamentswahl 2011
Die Wahl fand am 9. Oktober 2011 statt.
Keiner der amtierenden Senatoren des ehemaligen Wahlkreises Nr. 1 kandidierte im neuen Wahlkreis Nr. 1: Tomasz Misiak, Mitglied des Senats seit 2005, trat im Wahlkreis Nr. 6 für die KWW Rafał Dutkiewicz an, verpasste aber den erneuten Einzug. Swakoń Jacek, Senator in seiner ersten Amtszeit, kandidierte erneut für den Sejm, dem er von 1997 bis 2001 angehörte, diesmals für die KW Polska Jest Najważniejsza im Wahlkreis Nr. 1, konnte aber kein Mandat erringen. Auch Witold Idczak (KW Prawo i Sprawiedliwość) bewarb sich um ein Mandat für den Sejm im selben Wahlkreis wie Jacek, blieb aber ebenso erfolglos.
Der Sportfunktionär Jan Michalski setzte sich bei der Wahl durch (1. Amtszeit).
| # | Kandidat | Kandidat                | Wahlkomitee                     | Stimmen | Prozent |
| - | -------- | ----------------------- | ------------------------------- | ------- | ------- |
| 1 |          | Jerzy Stanisław Dulnik  | KW Polskie Stronnictwo Ludowe   | 7.476   | 7,90 %  |
| 2 |          | Piotr Hetel             | KW Sojusz Lewicy Demokratycznej | 10.149  | 10,72 % |
| 3 |          | Roman Marian Kulczycki  | KW Prawo i Sprawiedliwość       | 19.965  | 21,10 % |
| 4 |          | Jan Michalski           | KW Platforma Obywatelska RP     | 33.641  | 35,55 % |
| 5 |          | Anetta Elżbieta Stemler | KW Narodowego Odrodzenia Polski | 2.934   | 3,10 %  |
| 6 |          | Jerzy Andrzej Zieliński | KWW Rafał Dutkiewicz            | 20.474  | 21,63 % |

Wahlberechtigte: 232.701 – Wahlbeteiligung: 42,09 % – Quelle: Dz.U. 2011 nr 218 poz. 1295

### Parlamentswahl 2015
Die Wahl fand am 25. Oktober 2015 statt.
Jan Michalski versuchte sein Mandat im Wahlkreis Nr. 1 zu verteidigen, unterlag aber dem Senator der VI. Wahlperiode (2005–2007) Rafał Ślusarz, der zuletzt bei den Wahlen zum Sejm 2011 und zum Europäischen Parlament 2014 erfolglos geblieben war. Für Ślusarz ist es die 2. Amtszeit im Senat.
| # | Kandidat | Kandidat                | Wahlkomitee                                  | Stimmen | Prozent |
| - | -------- | ----------------------- | -------------------------------------------- | ------- | ------- |
| 1 |          | Andrzej Lucjan Adamczuk | KKW Zjednoczona Lewica SLD+TR+PPS+UP+Zieloni | 15.737  | 16,67 % |
| 2 |          | Jerzy Stanisław Dulnik  | KW Polskie Stronnictwo Ludowe                | 6.177   | 6,54 %  |
| 3 |          | Jan Michalski           | KW Platforma Obywatelska RP                  | 31.248  | 33,10 % |
| 4 |          | Anetta Elżbieta Stemler | KW Narodowego Odrodzenia Polski              | 6.378   | 6,76 %  |
| 5 |          | Rafał Józef Ślusarz     | KW Prawo i Sprawiedliwość                    | 34.858  | 36,93 % |

Wahlberechtigte: 228.441 – Wahlbeteiligung: 42,89 % – Quelle: Dz.U. 2015 poz. 1732